# Valérie Duval-Poujol
Pour les articles homonymes, voir Duval et Poujol.
Valérie Duval-Poujol, née le 17 mai 1974, est une théologienne chrétienne baptiste française, docteur en histoire des religions à la Sorbonne et exégèse à l’Institut catholique de Paris,. Selon le Dictionnaire biographique des protestants français de 1787 à nos jours, vol. 2, elle est « la première Française de confession protestante évangélique à obtenir un doctorat en théologie ».
Elle est vice-présidente de la Fédération protestante de France.

## Biographie
Elle a étudié à la Sorbonne Université sous la direction d'Olivier Munnich et a obtenu un doctorat en histoire des religions de l'Antiquité en 2013.
Elle est « déléguée fraternelle » au synode extraordinaire catholique (2014) sur la famille au Vatican.
Elle coordonne la révision de la Bible en Français Courant, qui donne lieu à la sortie de la Nouvelle Français Courant (NFC) en septembre 2019, aux éditions Biblio.
Autrice de nombreux ouvrages, elle est engagée à la sensibilisation aux abus spirituels et sexuels auprès du public chrétien et aux questions liées à la place de la femme dans l'Église. Dans ce cadre elle fonde l'association Une place pour Elles.

## Engagements

### Au niveau biblique
- Membre du comité de révision de la TOB 2010[10].
- Supervise avec Thierry Legrand le projet La Bible Manuscrite (alliance biblique)[11].
- Enseigne la critique textuelle, la Septante et le grec biblique dans plusieurs facultés de théologie (Théologicum à Paris).

### Au niveau œcuménique
- Présidente du centre œcuménique Istina [12].
- Membre et future présidente du comité mixte dialogue-catholique français[13].
- Vice-présidente de la commission pour la doctrine et l'unité de l'alliance baptiste mondiale.
- Membre du governing board de la Conférence des Églises chrétiennes[3].
- Membre du governing board de IBTS[3].

### Pour les femmes
- Membre du Groupe Orsay[14].
- Marraine du blog Servirensemble.com[15].
- Présidente de l'association de sensibilisation, contre les violences conjugales Une place pour elles[16].

## Distinctions
Elle a reçu le prix de « Personnalité de l'année 2020 » de la rédaction du Christianisme Aujourd'hui pour son engagement à valoriser les femmes dans le protestantisme évangélique .
En juin 2023, elle est chevalier de l’Ordre national du Mérite .

## Publications
- 10 clés pour comprendre la Bible, éditions Empreinte temps présent, 2011  (ISBN 978-2-35614-038-8)
- 10 clés pour la vie chrétienne, éditions Empreinte temps présent, 2011  (ISBN 978-2-35614-039-5)
- 10 clés de la vie en couple, éditions Empreinte temps présent 2011
- 10 clés de la relation d'aide, éditions Empreinte temps présent, 2015  (ISBN 978-2-35614-088-3)
- Un nouvel élan pour la Fédération Protestante de France, Olivetan, 2017[19]
- Ensemble contre les violences conjugales, éditions Empreinte temps présent, 2019[20]
- Violences conjugales, accompagner les victimes, éditions Empreinte temps présent, 2020  (ISBN 978-2-35614-157-6)
- La Bible est-elle sexiste ?, éditions Empreinte temps présent, 2021[21].